# Slightly All The Time
«Slightly All The Time» es una composición instrumental del grupo inglés de jazz fusion Soft Machine. Compuesta por el tecladista Mike Ratledge, es la segunda canción en el Disco 1 de Third (1970).

## Personal
- Mike Ratledge – teclados
- Elton Dean – saxofón alto, saxello
- Hugh Hopper – bajo
- Robert Wyatt – batería

Adicionales
- Nick Evans - trombón
- Jimmy Hastings - flauta, bass clarinet
- Andy Knight - ingeniero de sonido